# Astroloma
Astroloma é um género botânico pertencente à família Ericaceae.